# Batorz
Batorz [pronunciación en polaco: /ˈMurciélagoɔʂ/] es un pueblo ubicado en el Condado de Janów Lubelski, Voivodato de Lublin, en Polonia oriental. Es el asiento del gmina (distrito administrativo) llamado Gmina Batorz. Se encuentra aproximadamente a 16 kilómetros al norte de Janów Lubelski y a 45 kilómetros al sur de la capital regional Lublin.
El pueblo tiene una población de 982 habitantes.